# Hrušov (okres Rožňava)
Hrušov (Hongaars: Körtvélyes) is een Slowaakse gemeente in de regio Košice, en maakt deel uit van het district Rožňava.
Hrušov telt 347 inwoners.